# Eduard Sanz García
Eduard Sanz García (Esplugues de Llobregat, 4 d’octubre de 1971) és un polític català, actual alcalde d'Esplugues de Llobregat.

## Trajectòria
Els seus pares es van instal·lar a Esplugues als anys 60, provinents de Sòria i Burgos. Sanz es va vincular a la vida cívica del seu poble durant els seus anys joves. Sanz és tècnic especialista en electrònica industrial. Està casat i és pare. És militant del Partit dels Socialistes de Catalunya des del 1998 i de la UGT des del 2003.
És regidor de l'Ajuntament d'Esplugues des de 1999. El 2015 va entrar com a tinent d'alcalde a l'Ajuntament, i l'octubre de 2024 va substituir Pilar Díaz, alcaldessa des de feia 18 anys, qui va renunciar a l'alcaldia quan va passar a formar part del govern de Salvador Illa com a delegada del Govern de Catalunya a Barcelona.